# Orquesta Sinfónica de Oregón

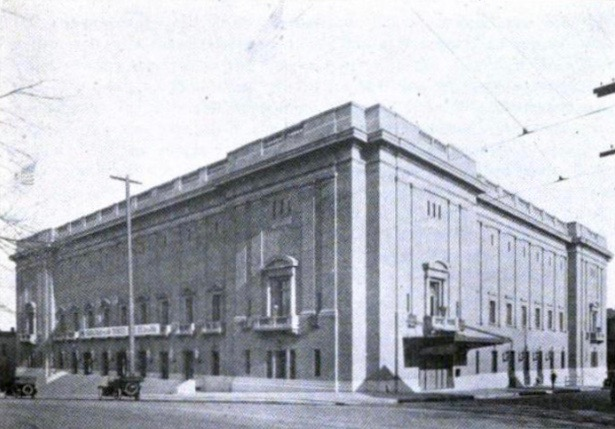
El Auditorio Público de Portland (o Auditorio Municipal) poco después de su apertura, c. 1918.

La Orquesta Sinfónica de Oregón (en inglés: Oregon Symphony) es una orquesta estadounidense con sede en Portland, Oregón, que fue fundada en 1896. Su sala de conciertos habitual es el Arlene Schnitzer Concert Hall de Portland. Carlos Kalmar fue su director musical desde 2003.

## Historia
La agrupación precursora de la orquesta, denominada "Portland Symphony Society" (Sociedad Sinfónica de Portland), dio su primer concierto en el Gran Teatro Marquam el 30 de octubre de 1896, con W.H. Kinross al frente de 33 intérpretes. El primer programa incluía la Sinfonía "La Sorpresa" de Joseph Haydn. En 1899, la orquesta ofreció una serie anual de conciertos (con pausas ocasionales). En 1902 la orquesta emprendió su primera gira por el estado. Los miembros de la orquesta compartían los ingresos de las entradas como una cooperativa y elegían a sus directores en los primeros años.
Carl Denton, un músico formado en la Royal Academy of Music, fue uno de los principales responsables de que la Sociedad Sinfónica de Portland entrara en una nueva era. Se seleccionó la junta directiva y se contrató a un gerente. Los miembros de la orquesta siguieron eligiendo a sus directores para la temporada 1911-1912. El orden de rotación del director y del concertino fue determinado por sorteo. Los músicos procedían de las orquestas de baile y de teatro de Portland. Tras catorce ensayos, el primer concierto de esta Orquesta Sinfónica de Portland de la nueva era se celebró el 12 de noviembre de 1911, a las 14:30, en el recién inaugurado Teatro Heilig, en la calle SW Broadway y Taylor. Mose Christensen dirigió a 54 intérpretes en la Sinfonía del Nuevo Mundo de Antonín Dvořák y otras piezas. Carl Denton dirigió el segundo concierto el 17 de diciembre de 1911, seguido por John Bayley el 21 de enero de 1912 y Harold C. Bayley (hijo de John Bayley) el 3 de marzo de 1912. Mose Christensen completó esa temporada con el quinto concierto el 14 de abril de 1912. Harold Bayley, Carl Denton y Mose Christensen también sirvieron como concertinos rotativos cuando no estaban dirigiendo. Todo el presupuesto se componía de las entradas, que se dividían a partes iguales, con la excepción de que el director de orquesta recibía dos partes. Por el primer concierto, cada músico recibió 1,45 dólares.
La orquesta continuó eligiendo directores rotativos en calidad de líderes hasta que la junta de la sinfónica nombró a Carl Denton el primer director permanente el 18 de agosto de 1918. La orquesta comenzó a celebrar sus conciertos en el Auditorio Municipal, que posteriormente pasó a llamarse Auditorio Cívico. Con Denton la venta de entradas aumentó y en consecuencia también se incrementó el número de músicos.
Theodore Spiering, que había dirigido la orquesta como invitado, fue el siguiente director designado. Spiering no pudo comenzar su primera temporada como director debido a su prematuro fallecimiento en Múnich (donde se hallaba buscando nuevas partituras para la orquesta). A sugerencia del director artístico Arthur Judson, la junta de la sinfónica nombró al director holandés Willem van Hoogstraten. El primer concierto de Hoogstraten, el 9 de noviembre de 1925, incluyó la Sinfonía n.º 4 de Tchaikovsky, interpretada por 69 músicos. Algunos de los conciertos de Hoogstraten se retransmitieron por la radio a nivel nacional. La orquesta fue reconocida como una de las quince más grandes del país.
Durante la Gran Depresión, la Sociedad Sinfónica de Portland estuvo a punto de cerrar en 1931. Una carta mimeografiada dirigida a los miembros de la sociedad solicitando donaciones por Isabella Gauld mantuvo la sociedad abierta. La amenaza de la guerra y un déficit presupuestario de casi 20.000 dólares hicieron que la junta directiva suspendiera las operaciones en 1938. Un concierto de despedida el 28 de febrero de 1938 con la presencia de Hoogstraten dirigiendo la orquesta y el coro en el Un réquiem alemán de Johannes Brahms.
Entre 1938 y 1947 no hubo una temporada sinfónica estable, salvo conciertos esporádicos. También hubo una "WPA Portland Federal Symphony Orchestra" durante una temporada de conciertos celebrada en el auditorio de Neighbors of Woodcraft, a partir de enero de 1939. Misha Pelz, que había dirigido la Banda Sinfónica Federal de Portland, fue el director habitual y Leslie Hodge dirigió como invitado dos conciertos.
Una orquesta denominada "Filarmónica de Portland", con 40 músicos proporcionados por el proyecto musical federal, celebró su debut el 16 de enero de 1940 bajo la batuta de Hodge. Hodge anunció su dimisión en septiembre de 1940 y Charles Lautrop le sucedió en el cargo. Los directores suspendieron las actividades de esta orquesta el 30 de diciembre de 1940.

## Grabaciones
La Sinfónica de Oregón comenzó a grabar para el sello Delos Productions en 1987. Una colección titulada Bravura, incluye obras de Witold Lutosławski, Ottorino Respighi, y Richard Strauss. Las grabaciones han continuado, con lanzamientos también en los sellos Koch y Albany. Se publicaron dieciséis discos compactos hasta 2005.
En noviembre de 2011, la orquesta lanzó Music for a Time of War (Música para tiempos de guerra), en el sello Pentatone. Grabado en la sala de conciertos Arlene Schnitzer de Portland, Oregón, con Carlos Kalmar dirigiendo, el álbum recoge el programa interpretado en el concierto de la orquesta de mayo de 2011 del Spring into Music Festival en el Carnegie Hall. El 5 de diciembre de 2012, este álbum recibió dos nominaciones a los Grammy: una al Mejor Álbum de Ingeniería, Clásico; y otra a la Mejor Interpretación Orquestal. Las grabaciones posteriores fueron This England (2012), Spirit of the American Range (2015), Haydn Symphonies (2017), y Aspects of America (2018).

## Directores

### Directores musicales
- 1909 David C. Rosebrook
- 1911 Carl Denton
- 1912 John Bayley
- 1913 George E. Jeffery
- 1914 Carl Denton
- 1915 John Bayley
- 1916 Waldemar Lind
- 1917 Mose Christensen
- 1918–1925 Carl Denton
- 1925 Theodore Spiering
- 1925–1938 Willem van Hoogstraten
- 1947–1949 Werner Janssen
- 1949–1953 James Sample
- 1955–1959 Theodore Bloomfield
- 1959–1961 Piero Bellugi
- 1962–1972 Jacques Singer
- 1973–1980 Lawrence Leighton Smith
- 1980–2003 James DePreist
- 2003–2021 Carlos Kalmar
- 2021– David Danzmayr

### Directores invitados
Han participado como directores invitados en esta orquesta Aaron Copland, Arthur Fiedler, Otto Klemperer, Erich Leinsdorf, Dimitri Mitrópoulos, Maurice Ravel, Miklós Rózsa y Ígor Stravinski, entre otros.

### Directores laureados
- James DePreist, director musical laureado
- Norman Leyden, director asociado laureado